# 四道将軍

四道

四道将軍（しどうしょうぐん、古訓：よつのみちのいくさのきみ）は、『日本書紀』に登場する皇族（王族）の将軍で、大彦命（おおびこのみこと）、武渟川別命（たけぬなかわわけのみこと）、吉備津彦命（きびつひこのみこと）、丹波道主命（たんばみちぬしのみこと）の4人を指す。

## 概要
『日本書紀』によると、崇神天皇10年にそれぞれ、北陸、東海、西道、丹波に派遣された。なお、この時期の「丹波国」は、後の令制国のうち丹波国、丹後国、但馬国を指す。
教えを受けない者があれば兵を挙げて伐つようにと将軍の印綬を授けられ、翌崇神天皇11年、地方の敵を帰順させて凱旋したとされている。なお、崇神天皇は3世紀から4世紀の人物とされている。
『古事記』では崇神天皇の章に、大毘古命を高志道（こしのみち）に、建沼河別命を「東の方十二道」に、日子坐王（ひこいますのみこ、日本書紀では彦坐王）を旦波国にそれぞれ遣わしたとの記載がある。また、崇神天皇の3代前である孝霊天皇の章に、大吉備津日子命（吉備津彦命）と若日子建吉備津日子命（日本書紀では稚武彦命）の2柱が「針間を道の口として吉備国を言向け和し」た、とある。四道将軍の名称は記載されていない。
また、『常陸国風土記』では武渟川別が、『丹後国風土記』では丹波道主命の父である彦坐王が記述されている。
四道将軍の説話は単なる神話ではなく、豊城入彦命の派遣やヤマトタケル伝説などとも関連する王族による国家平定説話の一部であり、初期ヤマト王権による支配権が地方へ伸展する様子を示唆しているとする見解がある。事実その平定ルートは、4世紀の前方後円墳の伝播地域とほぼ重なっている。

## 記紀での記述
大彦命は、孝元天皇の第1皇子で、母は皇后の欝色謎命（うつしこめのみこと）。開化天皇の同母兄で、娘は崇神天皇皇后の御間城姫命（みまきひめのみこと）、垂仁天皇の外祖父に当たる。舟津神社（福井県鯖江市）、敢国神社（三重県伊賀市）、伊佐須美神社（福島県会津美里町）、古四王神社（秋田県秋田市）等に祀られている。敢国神社の社伝によると同神社より北東1.5Kmの所に位置する御墓山古墳は大彦命の御陵とする。敢国神社の鎮座する三重県伊賀市は大彦命の子孫である阿閉臣(阿敢臣)の発祥の地とされる伝承も残されている。
武渟川別は、大彦命の子。阿倍朝臣等の祖と伝えられる。津神社（岐阜県岐阜市）、健田須賀神社（茨城県結城市）等に祀られている。
また『古事記』によれば、北陸道を平定した大彦命と、東海道を平定した建沼河別命が合流した場所が会津であるとされている。（会津の地名由来説話）。このときの両者の行軍経路を阿賀野川（大彦命）と鬼怒川（武渟川別）と推察する見解が哲学者の中路正恒から出されている。
吉備津彦は、孝霊天皇の皇子で、母は倭国香媛（やまとのくにかひめ）。倭迹迹日百襲姫命は姉である。別名は彦五十狭芹彦（ひこいさせりひこ）。吉備国を平定したために吉備津彦を名乗ったと考えられている。桃太郎のモデルの一つであったとも言われている。吉備津神社、吉備津彦神社（岡山県岡山市）、田村神社（香川県高松市）等に祀られている。
丹波道主命は、古事記によると開化天皇の子の彦坐王の子。なお、古事記では彦坐王が丹波に派遣されたとある。母は息長水依比売娘（おきながのみずよりひめ）。娘は垂仁天皇皇后の日葉酢姫（ひばすひめ）。景行天皇の外祖父に当たる。神谷神社（京都府京丹後市）等に祀られている。

## 考古学上の成果
大彦命に関しては、埼玉県の稲荷山古墳から発掘された金錯銘鉄剣に見える乎獲居臣（ヲワケの臣）の上祖・意冨比垝（オホビコ、オホヒコ）と同一人である可能性が高いとする見解が有力である。このことから、四道将軍が創作された神話ではなく、実際に伝承された祖先伝説を元に構成されたことを示している。
崇神天皇陵に比定されている行燈山古墳（墳丘全長約242m、後円部直径約158m、後円部高さ約23m）と吉備津彦命の陵墓参考地（大吉備津彦命墓）である中山茶臼山古墳（墳丘全長約120m、後円部直径約80m、後円部高さ約12m）はサイズがほぼ2対1の相似形であることが指摘されている。

## 備考
- 前田晴人は四道将軍の神話自体は史実とは認めないものの、ここに描かれた「四道」を五畿七道成立以前のヤマト王権の地域区分であったとし、四道将軍はその成立を説明するために創作された説話であるとする説を唱えている。
- 前田晴人の2014年時点での見解は、四道という語は6世紀の国造制再編による影響によって導入された中華思想的な概念とする[7]。論拠として、5世紀の倭の五王の一人である武（雄略天皇）が出した上表文には、「東西南北」ではなく、「東西」を平定したといった内容が記され、東西を基軸とした国家統治を基本として、本来、こちらが弥生期から続く伝統的な観念であり[8]、『古事記』においても、「西道」（吉備国）の記述がなく、これにともなって「四道」の語もない[9]ことから、4世紀時点に四道の語はなかったとする。